# Vesterbro
 Denne artikel omhandler Vesterbro i København. For andre betydninger af Vesterbro, se Vesterbro (flertydig). (Se også artikler, som begynder med Vesterbro)
Vesterbro er en funktionel bydel i København med 47.907 indbyggere (september 2024). Tidligere var Vesterbro også en administrativ bydel, men fra 1. januar 2007 blev den en del af den administrative bydel Vesterbro/Kongens Enghave.
Vesterbro har i takt med byfornyelsen opnået status som et smart sted at bo[kilde mangler]. Efter at have haft et rygte som Københavns luder- og narkomankvarter, hvor kun de fattigste ville bo, er kvarteret i nogle områder blomstret op, dels grundet byfornyelsen, dels fordi de unge, som boede der for ti år siden (fordi det var det eneste sted de havde råd til at bo på SU), nu har fået arbejde, uddannelse og flere penge mellem hænderne. Modsat en tendens i resten af landets bykvarterer er der et stigende antal børnefamilier på Vesterbro.
Der findes stadigvæk pornobutikker på det inderste stykke af Istedgade, og trods en ihærdig politiindsats er der stadig narkomaner på det inderste stykke af Istedgade, især omkring Mariakirken, og prostituerede især ved Halmtorvet og Skelbækgade. Ligeledes har der været problemer med hashklubber forskellige steder i bydelen.

## Vesterbros historie
Vesterbro var oprindelig navnet på den brolagte landevej som vestfra førte til byens Vesterport (hvor Rådhuspladsen ligger i dag).
De færreste landeveje var dengang brolagte, men den intense trafik til hovedstaden gjorde brolægning nødvendig. (Sammenlign "Riber Bro" som betegnelse for en gade.)
Der var kun ringe bebyggelse langs Vesterbro, men de som boede der, boede "på Vesterbro".
Da Københavns befæstning i 1850'erne blev nedlagt, blev de jorder langs Vesterbro, som hidtil havde været marker og haver, bebygget, og samtidig blev brugen af navnet "Vesterbro" udvidet til at betegne bebyggelsen langs sidegaderne til den tidligere landevej.[kilde mangler]
Senere i 1800-tallet ændredes navnet på bydelens hovedgade til Vesterbrogade.
Tilsvarende er navnene på nuværende Nørrebro og Østerbro opstået.
H.C. Andersen skriver i eventyret Den gamle Gadeløgte: "Da vilde det blive bestemt om den skulde sendes ud paa en af Broerne og lyse der." I noterne til den kritiske Eventyr-udgave oplyses hertil: "en af Broerne: dvs. brokvartererne Nørre-, Vester- eller Østerbro." Men eventyret er fra 1847, og dengang eksisterede brokvartererne endnu ikke. Meningen er altså at lygten kunne komme til at lyse på en af udfaldsvejene fra Københavns porte.
Et ganske tilsvarende eksempel på, at et navn som oprindelig betegnede en landevej er blevet navnet på en bydel, har man rimeligvis i det bykvarter (Bezirk) i Wien som hedder Landstraße (se her).
I 1910 åbnede i Eskildsgade Mændenes Hjem, som nu er en selvejende institution, der har åbent hele døgnet på hjørnet af Istedgade og Lille Istedgade.

### Gæstgiverier
Heste (gæstgiverier med hestestalde) i området:
- Sorte Hest – området fra Tvedes Bryggeri til Bakkehuset (idiotanstalten) på Rahbeks Allé. Selve bygningen "Sorte Hest" er en ombygning i 1771 af de oprindelige bygninger fra 1600-tallet og er Vesterbros ældste bygning, som stadig eksisterer. Adressen på gæstgiveriet "Sorte Hest" var Vesterbrogade 148. Før 1815 hed kroen "Den forgyldte løve".

- Gule Hest – området mellem Værnedamsvej og Vesterbrogade 144 (Tvedes Bryggeri). Gule Hest er bygget midt i 1700-tallet og nedrevet i 1885, men lå der hvor Kingosgade nu er anlagt på adressen Vesterbrogade 104-106, mellem Brorsonsgade og Kingosgade. Kroen hed "Haabet" fra 1788.

- Hvide Hest – området syd for bygningen Sorte Hest til Tove Ditlevsens Plads, næsten hele det nuværende "Hvide Hest-område". Gæstgiveriet "Hvide Hest" lå på Vesterbrogade 103-107 og blev bygget i 1712, men optrådte formentlig først fra 1740 som gæstgiveri, da bygningerne blev udvidet. Kroen hed dengang "Callundborg Herberg", men blev almindeligvis benævnt "Hvide Hest", de sidste rester blev revet ned i 1995.

- Grønne Hest – området fra Dannebrogsgade til Kaalundsgade. Gæstgiveriet "Grønne Hest" lå oprindelig på Vesterbrogade 69-71 (ved Westend) og blev bygget i 1671, som en genopførelse af borgmester Mikkel Vibes oprindelige kro fra 1619, som lå skråt overfor ved starten af Werner Dams Vej (Værnedamsvej). Kroen "Grønne Hest" blev nedrevet i 1866.

## Seværdigheder
- Tivoli
- Palads-biograferne
- Cirkusbygningen
- Pumpehuset
- Hard Rock Café
- Vesterbrogade
- Frihedsstøtten
- Københavns Hovedbanegård
- Vesterbros Torv
- Det Ny Teater
- Københavns Bymuseum
- Museumsgaden
- Carlsberg-siloen
- Sorte Hest
- Vega
- Enghaveparken
- Istedgade
- Westend
- Halmtorvet
- DGI-byen
- Øksnehallen
- Oehlenschlægersgade

## Kendte Vesterbroere
- Joan Ørting, sexolog
- Adam Oehlenschläger, forfatter.
- Tove Ditlevsen, forfatter.
- Ritt Bjerregaard, politiker.
- Liva Weel, sangerinde og skuespillerinde.
- Bjørn Hansen, sanger fra Bjørn & Okay.
- Dan Turèll, forfatter.
- Mascha Vang, blogger.
- Mikkel Warming, socialborgmester.
- Erik Clausen, multikunstner og filmmager.
- Manuel Mustapha Tafat, kunstner og dekoratør